# Wetter (rzeka)
Wetter – rzeka w środkowych Niemczech o długości 68,8 km. Dopływ Niddy.
Wetter ma swoje źródło na wysokości 280 m n.p.m. u podnóża gór Vogelsberg pomiędzy miastami Laubach i Schotten. Wpływa do rzeki Nidda w okolicach miasta Niddatal-Assenheim.
Dorzecze Wetter obejmuje obszar 517 km². Od nazwy rzeki wywodzi się nazwa regionu geograficznego Wetterau oraz powiatu Wetterau.